# Râul Căprioara, Cracăul Alb
Râul Căprioara este un curs de apă, afluent al râului Cracăul Alb. 

## Hărți
- Parcul Vânători-Neamț